# Boris Ponomariow
Boris Nikołajewicz Ponomariow (ros. Бори́с Никола́евич Пономарёв, ur. 4 stycznia?/17 stycznia 1905 w Zarajsku, zm. 21 grudnia 1995 w Moskwie) – radziecki polityk, członek KC KPZR (1956–1989), sekretarz KC KPZR (1961–1986), Bohater Pracy Socjalistycznej (1975).

## Życiorys
Od 1919 w RKP(b), 1919–1920 w Armii Czerwonej, 1920–1923 sekretarz powiatowego komitetu Komsomołu w Zarajsku i członek Gubernialnego Biura Komsomołu w Riazaniu. 1926 ukończył studia na Uniwersytecie Moskiewskim, a 1932 Instytut Czerwonej Profesury. 1926–1928 w pracy partyjnej w Donbasie i Turkmeńskiej SRR, od 1932 profesor, 1932–1934 zastępca dyrektora Historyczno-Partyjnego Instytutu Czerwonej Profesury, kierownik katedry historii partii Historyczno-Partyjnego Instytutu Czerwonej Profesury/Akademii Nauk Społecznych przy KC WKP(b)/KPZR. 1934–1937 dyrektor Instytutu Historii Partii przy Moskiewskim Komitecie WKP(b), 1936–1943 polityczny referent Sekretariatu Komitetu Wykonawczego Kominternu, równocześnie 1937–1943 pomocnik przewodniczącego KW MK Georgi Dimitrowa. 1944–1946 zastępca dyrektora Instytutu Marksa-Engelsa-Lenina-Stalina przy KC WKP(b), równocześnie zastępca kierownika Wydziału Informacji Międzynarodowej KC WKP(b), od 24 lipca 1946 do 25 lipca 1947 I zastępca przewodniczącego, a od 25 lipca 1947 do 1949 przewodniczący agencji Sowinformbiuro. 1948–1955 I zastępca przewodniczącego Komisji Polityki Zagranicznej/Wydziału ds. Kontaktów z Zagranicznymi Partiami Komunistycznymi KC KPZR, od 14 października 1952 do 14 lutego 1956 zastępca członka, a od 25 lutego 1956 do 25 kwietnia 1956 członek KC KPZR. Od 18 października 1952 do 5 marca 1954 członek Stałej Komisji Spraw Zagranicznych przy Prezydium KC KPZR, 1955–1986 kierownik Wydziału ds. Kontaktów z Zagranicznymi Partiami Komunistycznymi/Wydziału Międzynarodowego KC KPZR. Od 31 października 1961 do 25 lutego 1986 sekretarz KC KPZR, od 19 maja 1972 do 25 lutego 1986 zastępca członka Biura Politycznego KC KPZR, od 1986 na emeryturze. Od 20 czerwca 1958 członek korespondent Akademii Nauk ZSRR – Wydziału Nauk Historycznych, od 29 czerwca 1962 akademik Akademii Nauk ZSRR. Deputowany do Rady Najwyższej ZSRR od 5 do 11 kadencji, delegat na Zjazdy KPZR od XIX do XXVII. Pochowany na Cmentarzu Kuncewskim w Moskwie.

## Odznaczenia i nagrody
- Medal Sierp i Młot Bohatera Pracy Socjalistycznej (17 stycznia 1975)
- Order Lenina (pięciokrotnie – 1945, 1958, 1965, 1975 i 1985)
- Order Rewolucji Październikowej (1980)
- Order Czerwonego Sztandaru Pracy (dwukrotnie – 1955 i 1961)
- Nagroda Leninowska (1982)
- Order Georgi Dimitrowa (Bułgarska Republika Ludowa, 1972)
- Order Karla Marksa (Niemiecka Republika Demokratyczna, 1980)
- Order Klementa Gottwalda (Czechosłowacka Republika Socjalistyczna, 1985)
- Nagroda Dimitrowowska (Bułgarska Republika Socjalistyczna, 1972) i medale.